# Aegista diversifamilia
Aegista diversifamilia (лат.) — вид наземных улиток, лёгочного брюхоногого моллюска, обнаруженного на территории Тайваня.

## История

### Открытие
До недавнего времени, Aegista diversifamilia идентифицировался как часть вида Aegista subchinensis, живущего на большей части территории Тайваня и описанного в 1884 году зоологом и сотрудником консульства Германии в Китае Отто Францем фон Мёллендорфом. В 2003 году доктор Йен-Чанг Ли из Академии наук заметил, что между западной и восточной популяциями существует морфологическая дивергенция, обусловленная наличием крупного биогеографического барьера, то есть центрального горного хребта. Чтобы доказать это предложение, доктор философии Департамента наук о жизни Национального тайваньского педагогического университета Чжи-Вэй Хуан вместе со своими коллегами на основе трёх молекулярных маркеров в сочетании с морфологическим анализом, обнаружил большее расхождение между видами этих улиток, чем предполагалось ранее. В частности, было установлено, что восточная популяция находится в близком родстве с улиткой A. vermis, обитающей на острове Исигаки, вследствие чего является отдельным видом, разделенным с А. subchinensis рекой Ланьян, что сделало это открытие первым свидетельствующим о том, что данный водный объект является биогеографическим барьером для равнинных наземных животных. В настоящее время образцы доступны для широкого изучения, и несколько экземпляров вида представлены в Музее естествознания в Лондоне.

### Значение названия
Название вида Aegista diversifamilia состоит из названия рода Aegista и словосочетания diversifamilia, составленного из латинских слов diversus — разнообразный и familia — семья, дословно — разнообразная семья. Такое именование было выбрано в знак признания движения за легализацию однополых браков во всем мире и на Тайване, в частности как намёк на слишком медленный прогресс борьбы ЛГБТ-активистов, сравнимый с продвижением улитки. Соавтор открытия доктор Йен-Чанг Ли отметил, что:

Когда мы писали работы, на Тайване и во многих других странах шла борьба за признание однополых браков. Мы вспомнили, что легочные улитки — гермафродиты. Это означает, что одна особь обладает и мужской, и женской частью полового аппарата. Эти улитки олицетворяют разнообразие сексуальной ориентации в царстве животных. Таким образом мы решили, что это хороший случай, чтобы напомнить о борьбе за признание однополых браков.
Оригинальный текст (англ.)When we were preparing the manuscript, it was a period when Taiwan and many other countries and states were struggling for the recognition of same-sex marriage rights. It reminded us that Pulmonata land snails are hermaphrodite animals, which means they have both male and female reproductive organs in single individual. They represent the diversity of sex orientation in the animal kingdom. We decided that maybe this is a good occasion to name the snail to remember the struggle for the recognition of same-sex marriage rights.

В настоящее время заключение однополых союзов в Тайване находится под запретом.

## Описание
AA — угол высоты
AH — высота апертуры
AW — ширина апертуры
BH — высота витка
FW — ширина первого витка
SBH — высота второго витка
SH — высота раковины
SW — ширина раковины
UW — ширина впадины
2W-6W — ширина последующих витков.

### Внешний вид и размеры
Раковина A. diversifamilia тонкая, но прочная, с сплюснутым коническим шпилем, составляет от 1,98 см до 3,24 см в ширину, и от 0,97 см до 1,68 см в высоту. Окрашена в глянцевый каштановый или желтовато-коричневый цвет, и как правило, имеет узкую светло-коричневую полосу на спирали по периферии. Апертура имеет яйцевидную форму, от 0,78 см до 1,32 см в ширину, и от 0,48 сантиметра до 1,05 см в высоту. Буккальная полость белого цвета.

### Устройство репродуктивной системы
Репродуктивная система является гермафродитической. Пенис длинный и тонкий, но короче, чем эпифаллус. Мешочек для дротика расположен во влагалище, равном по длине пенису и постепенно переходящем в короткий, но толстый яйцевод. Откладываемые улитками яйца являются белыми и круглыми, около 3 мм в диаметре, находясь в кладке из 20-30 яиц.

## Условия жизни и ареал
А. diversifamilia является эндемическим видом Тайваня, обитая на востоке острова, к северу от реки Ланьян, в частности в уездах Илань и Хуалянь, исключая остров Гуйшань. Экземпляры вида, как правило, встречаются в равнинных лиственных лесах и живут на лесной подстилке или на земле, в тенистых влажных условиях.